# Kollegium
Ordet kollegium kommer av det latinska ordet collegium som betyder sammanslutning. Det kan dels gälla som benämning för ett äldre statligt ämbetsverk och dels en friare grupp av arbetskamrater inom en arbetsplats eller yrkesgrupp, till exempel ett lärarkollegium på en skola. Inom skolväsendet användes förr även benämningen kollega om en form av allmän lärare. Begreppet används även inom kyrkan, exempelvis kardinalkollegiet.

## Officiella kollegier i Sverige
Under 1600-talet lades i Sverige grunden till landets nuvarande kollegieorganisation, tiden strax efter Gustav II Adolfs död 1632. De kollegier som först skapades och som ordnades i 1634 års regeringsform var:
- Svea hovrätt, med riksrådets formellt främste ledamot, juristen riksdrotsen som ordförande (chef)
- Krigskollegiet, med riksmarsken i riksrådet som chef,
- Amiralitetskollegiet, med riksamiralen som chef,
- Kammarkollegiet (finns fortfarande kvar, det skapades ur den äldre myndigheten skattkammaren eller kammaren som Gustav Vasa inrättade; ordet kameral har uppstått ur namnet på detta ämbetsverk), med riksskattmästaren som chef; samt
- Kanslikollegiet (nuvarande regeringskansliet) med rikskanslern som chef, vilka med tiden blev den viktigaste av kungens förtroendemän och det viktigaste av kollegierna. Kollegiet ansvarade bland annat för utrikespolitik och inrikespolitik.

Krigskollegiets ansvarsområdet låg inom hären, och dess ordförande var alltså riksmarsken, som var den svenska arméns överbefälhavare i krigstid. Amiralitetskollegiets ansvarsområde låg inom flottan, och dess ordförande var i sin tur riksamiralen, som var den svenska flottans överbefälhavare. Dessa två kollegier tillkom 1634 i samband med 1634 års regeringsform, i vilken Sverige under drottning Kristinas minderårighet skulle styras av riksrådet och "de fem höga riksämbetsmännen", som var de främsta ledamöterna i riksrådet med cirka tjugo medlemmar. Kammaren och kansliet hade tillkommit tidigare, kammaren redan under Gustav Vasa. Ämbetsmännen riksdrots med flera gick tillbaka på medeltida institutioner.
I denna förmyndarregering ingick förutom riksmarsken och riksamiralen: riksdrotsen, rikskanslern och riksskattmästaren. Riksdrotsen var alltså president (ordförande) i den år 1614 instiftade Svea hovrätt, och var tillika rikets högste domare. Riksskattemästaren hade insyn över rikets ekonomi, och satt som ordförande över Kammarkollegiet. Rikskanslern var i sin tur landets förnämsta ämbetstitel, då rikskanslern under Gustav II Adolfs och drottning Kristinas regering var Axel Oxenstierna. Rikskanslerns uppgift var att underhandla med främmande makter om krig och fred, förbund och tullar med mera, och kan därmed betraktas som en dåtida motsvarighet till dagens utrikesminister.
Ganska snart efter 1634 års regeringsform inrättades fler hovrätter och senare under bland annat Karl XI inrättades också fler kollegier centralt i Stockholm, bland annat Bergskollegiet, Kommerskollegiet, Statskontoret och Kammarrätten (de två sistnämnda uppstod ur Kammarkollegiet), som samtliga (inklusive kammar- och hovrätterna) fick presidenter som chefer. Benämningen president som myndighetschef lever endast kvar i hovrätterna och i kammarrätterna, där de ofta benämns hovrättspresident eller kammarrättspresident. Karl XI avskaffade också de medeltida titlarna rikskansler, riksdrots med flera liksom titeln riksråd, för att öka kungens enväldiga makt och minska den rika slottsadelns makt. De ersattes med titlarna president och kungligt råd, rikskanslern kallades kanslipresident.
Bergskollegiet var en myndighet som grundades år 1637 med ansvar för bergshanteringen. Bergskollegiets befogenhet bestod bl.a. i att bestämma hur mycket järn som skulle framställas, och vilken kvalité detta järn skulle ha. Kommerskollegiet grundades i sin tur år 1651, och dess ansvarsområde kom att bli handel, industri och sjöfart.